# Felice Beato

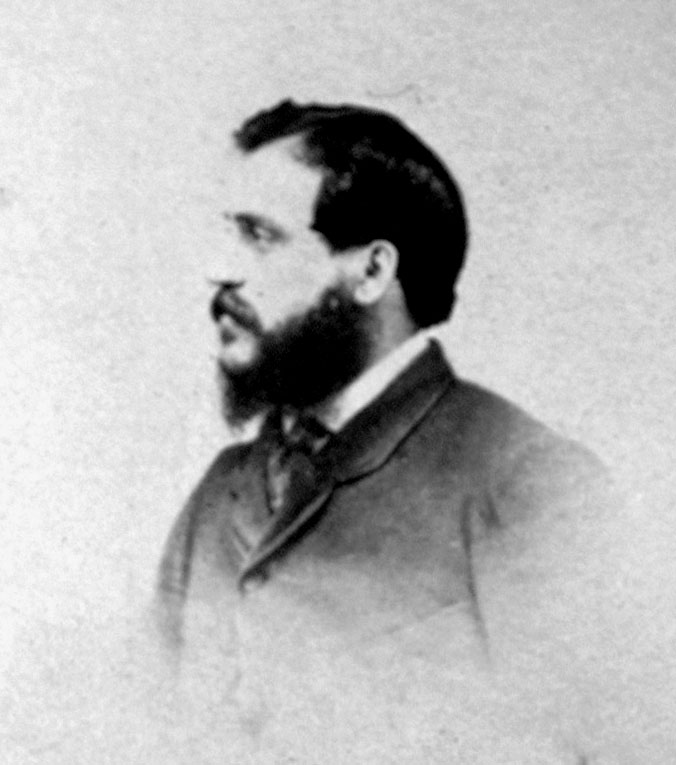
Selbstporträt von Felice Beato
(um 1866)

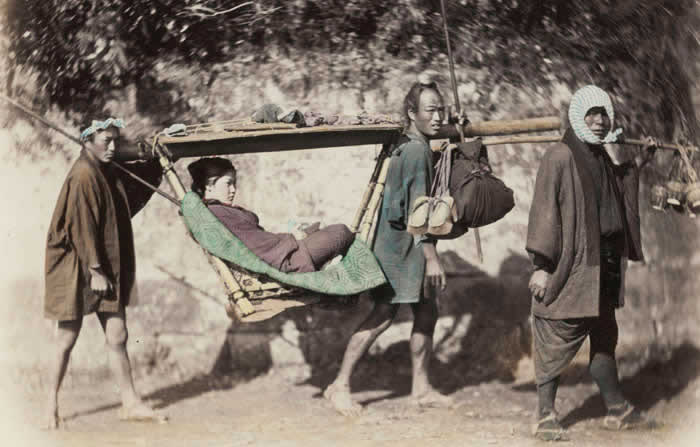
Sänfte (Japan, 1867)

Felice Beato (* 1832 in Venedig; † 29. Januar 1909 in Florenz) war ein italienischer Fotograf, der militärische Auseinandersetzungen und das Leben in Ostasien dokumentierte. Bekannt ist er für seine Porträts sowie seine Landschafts- und Architekturaufnahmen in Asien und im Mittelmeerraum. Wegen seines umfangreichen Œuvres zählt man ihn heute zu den frühen Fotojournalisten. 
Mehr als jeder andere Fotograf des 19. Jahrhunderts konzentrierte sich Felice Beato auf die fotografische Dokumentation kriegerischer Auseinandersetzungen und Konflikte. Unter anderem dokumentierte er gemeinsam mit James Robertson die Ereignisse in Russland gegen Ende des Krimkrieges und in Indien nach dem Sepoy-Aufstand, und zusammen mit Charles Wirgman berichtete er aus China über die Besetzung Pekings im Jahr 1860 durch britische und französische Truppen.
Beatos Fotografien machten Europäer und Nordamerikaner mit dem Leben und den Geschehnissen in Asien bekannt. Von ihm stammen beispielsweise die ersten belegten Aufnahmen aus Korea. Seine Fotos sind häufig die einzigen Bilddokumente für Ereignisse in Asien in der zweiten Hälfte des 19. Jahrhunderts. Beatos Arbeiten haben die Entwicklung der Fotografie stark geprägt. Besonders sein Einfluss in Japan, wo er mehr als zwanzig Jahre lebte und zahlreiche Fotografen ausbildete, war lang und weitreichend.

## Leben

### Herkunft
Herkunft und Geburtsjahr von Felice Beato waren jahrzehntelang umstritten, da aus seinem frühen Leben nur wenige Dokumente vorliegen. So wurde u. a. diskutiert, dass er 1833, 1834 oder 1835 auf venezianischem Territorium oder auf Korfu geboren worden sei. (Das ebenfalls oft angegebene Geburtsjahr 1824 trifft wahrscheinlich auf seinen Bruder Antonio zu.) Felice Beatos erst 2009 wiederentdeckte Sterbeurkunde belegt demgegenüber, dass er im Jahr 1832 in Venedig geboren wurde.
Über Beatos Eltern ist kaum etwas bekannt. Er hatte drei Geschwister, darunter seinen Bruder Antonio und seine Schwester Leonilda Maria Martina. Die Familie zog in Beatos frühester Jugend von Venedig nach Korfu, das zu dieser Zeit als Teil der Republik der Ionischen Inseln unter britischem Protektorat stand. Ab 1844 lebten die Beatos dann in Konstantinopel (heute Istanbul). Ab den frühen 1860er-Jahren besaß Felice Beato einen britischen Pass. Sein älterer Bruder Antonio Beato (ca. 1825–1905) etablierte sich ab 1859 als Fotograf in Kairo.

### Die frühen Jahre
Über Felice Beatos anfängliche Entwicklung als Fotograf ist wenig bekannt. Vermutlich begleitete er zuerst im Jahr 1850 den britischen Fotografen James Robertson nach Malta. Robertson hatte ab 1843 als Graveur für die osmanische Münze gearbeitet und war dann zu einem der führenden Fotografen in Konstantinopel aufgestiegen. Die beiden kehrten 1851 nach Konstantinopel zurück, im selben Jahr, in dem Beato eine fotografische Ausrüstung in Paris kaufte.
1853 oder 1854 begannen Felice Beato und Robertson unter dem Namen Robertson & Beato als Fotografen zusammenzuarbeiten. 1854 oder 1856 unternahmen die beiden weitere Reisen nach Malta, um dort Aufnahmen zu machen. Dabei schloss sich auch Felice Beatos Bruder Antonio an. Eine Reihe von Fotografien aus dieser Zeit tragen die Signatur Robertson, Beato and Co., es wird daher angenommen, dass sich das and Co. auf Antonio Beato bezieht. Die Bindung zwischen Robertson und den Beato-Brüdern ging über eine rein geschäftliche Beziehung hinaus: Robertson heiratete 1855 deren Schwester Leonilda.

### Krimkrieg

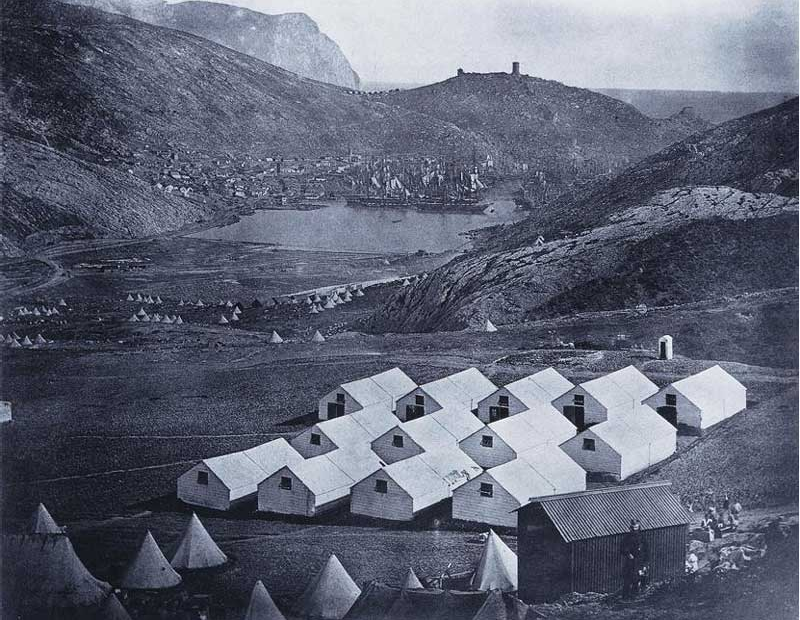
Militärcamp in Balaklawa während des Krimkrieges, 1855. Aufnahme von James Robertson und Felice Beato

1855 reisten Felice Beato und James Robertson gemeinsam nach Balaklawa auf der Krim, wo sie, wie zuvor Roger Fenton, die Schlachtfelder des Krimkrieges fotografierten. Unter anderem hielten sie den Fall von Sewastopol im September 1855 fest. Ihre Aufnahmen unterscheiden sich nicht wesentlich von denen Roger Fentons: Ähnlich wie er konnten auch Robertson und Beato wegen der Sperrigkeit der Apparate und der langen Belichtungszeiten nur gestellte Aufnahmen mit Statisten fotografieren. Anders als Roger Fenton, der ein geschöntes Bild der kriegerischen Auseinandersetzungen im Krimkrieg festgehalten hatte, war Felice Beato jedoch bereit, auch die Grausamkeit der Auseinandersetzungen zu zeigen. Insgesamt sind sechzig Platten erhalten geblieben, die das Chaos nach dem Abzug der Russen, die einschlagsicheren Unterstände der russischen Generäle, die französischen Schützengräben zwischen den Forts zwischen Mamelon und Malakoff und vor allem die Ruinen von Sewastopol zeigen.

### Indien
1857 bereisten Robertson und Beato Griechenland und besuchten auch Jerusalem, um die Handlungsorte der Bibel fotografisch festzuhalten. Im Anschluss daran reisten sie, vermutlich angeregt von den Berichten über den Sepoy-Aufstand, nach Indien. Als sie ankamen, war die Rebellion schon weitgehend niedergeschlagen, aber beide Fotografen hielten die Folgen der militärischen Auseinandersetzung fest. Zu den bekanntesten Aufnahmen gehört das gesprengte Kaschmir-Tor in Delhi und die Fotos der Verteidigungsanlage Sikandar Bag nach der erfolgreichen zweiten Belagerung durch britische Truppen. 

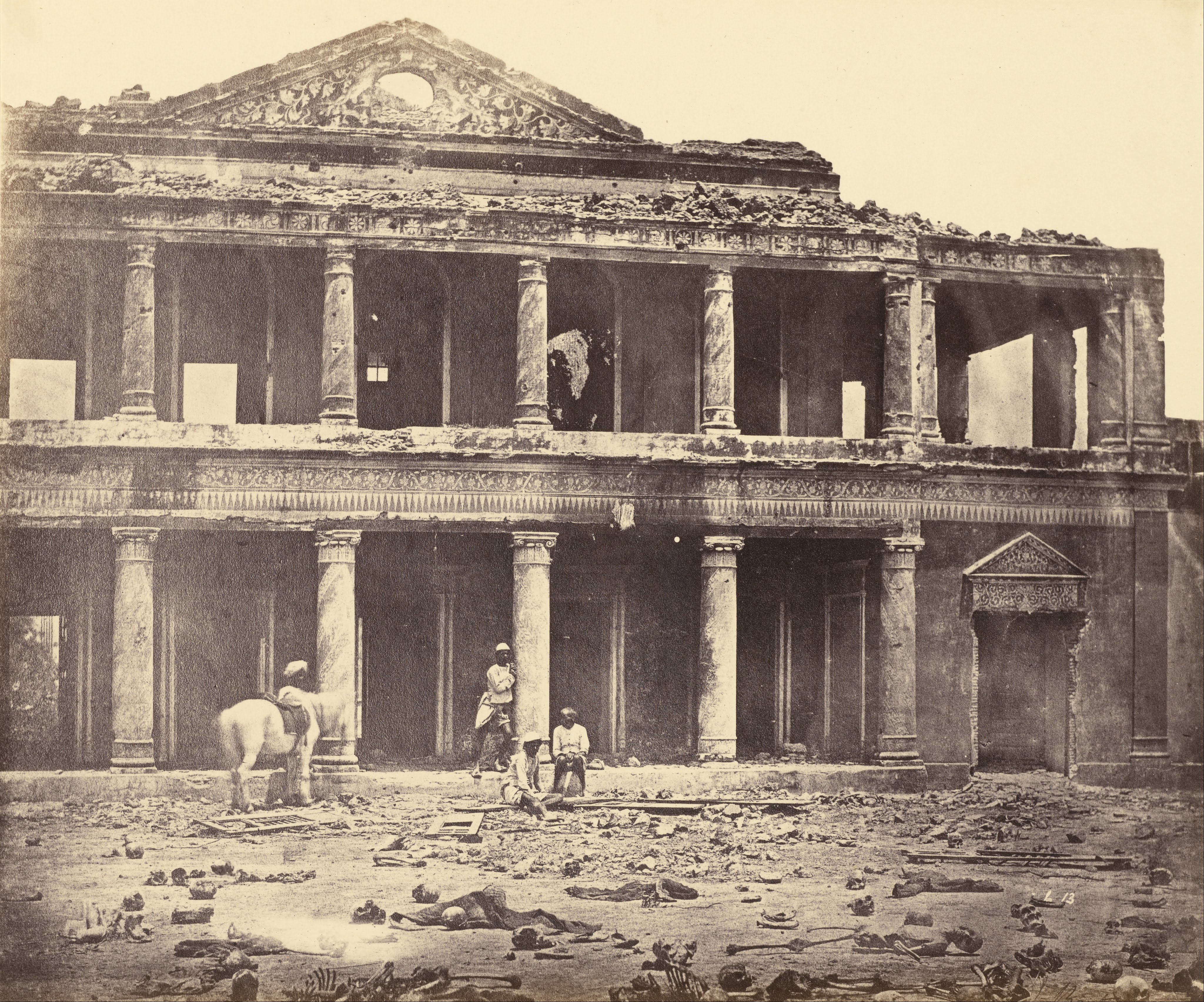
Das im Rahmen des Sepoy-Aufstands von den Briten erstürmte Sikandar Bag in Lakhnau, Aufnahme von März 1858

Sikandar Bag, das damals militärisch wichtige östliche Stadttor von Lakhnau, war im November 1857 Ort intensiver Kampfhandlungen zwischen britischen Truppen und indischen Aufständischen gewesen. Anschließend waren die britischen Gefallenen in tiefen Gräben beerdigt worden, während man die Leichen der Inder liegen ließ. Später wurde die Stadt evakuiert und im März 1858 erneut von den Briten eingenommen. Kurz darauf machte Beato eine Aufnahme, auf der im Vordergrund skelettierte Überreste indischer Widerstandskämpfer zu sehen sind. Sie gehört zu den frühesten Fotografien überhaupt, die menschliche Überreste zeigen. Diese sollen aber angeblich von Beato selber herbeigeschafft und arrangiert worden sein.
Während Robertson sich in Indien auf Porträtaufnahmen konzentrierte und vor allem Angehörige der britischen Armee festhielt, bereiste Beato den Punjab und den Norden Indiens. Zu den Städten, die er besuchte, gehören Delhi, Kanpur, Merath, Varanasi, Amritsar, Agra, Shimla und Lahore. Von Juli 1858 bis Dezember 1859 schloss sich ihm sein Bruder Antonio an, verließ Indien dann aber offenbar aus gesundheitlichen Gründen wieder. Die Aufnahmen von Robertson und Beato wurden über das Unternehmen Charles Shepherd vertrieben, den ältesten Fotohandel in Indien.
1859 eröffnete Beato ein Fotostudio in Kolkata, das er jedoch nur für ein knappes Jahr betrieb.

### China
1860 beendete Felice Beato die Partnerschaft mit Robertson, dieser verwendete die gemeinsame Marke Robertson & Beato allerdings noch bis 1867. Beato schloss sich dagegen einer britisch-französischen Militärexpedition an, die im Rahmen des Zweiten Opiumkriegs China zum Ziel hatte. Er erreichte Hongkong im März 1860 und begann sofort, die Stadt und deren Umgebung bis Kanton zu fotografieren. Beatos Aufnahmen zählen zu den frühesten Aufnahmen, die chinesisches Leben fotografisch dokumentieren.
Während seiner Arbeit in Hongkong lernte er Charles Wirgman kennen, der als Künstler und Korrespondent für die Illustrated London News arbeitete. Beide begleiteten die britischen und französischen Truppen, die am 1. August 1860 in der Nähe von Pei Tang landeten und am 21. August erfolgreich die Festungen von Taku einnahmen. Am 26. September erreichten diese Truppen Peking und nahmen die Stadt am 6. Oktober ein. In den Wochen danach verwüsteten sie den Sommerpalast und den Alten Sommerpalast. Wirgman und Beato dokumentierten beide mit ihrer jeweiligen Technik diese militärische Strafexpedition, wobei sich Wirgmans Illustrationen häufig an Fotografien von Beato orientierten.

#### Die Einnahme der Festungen von Taku

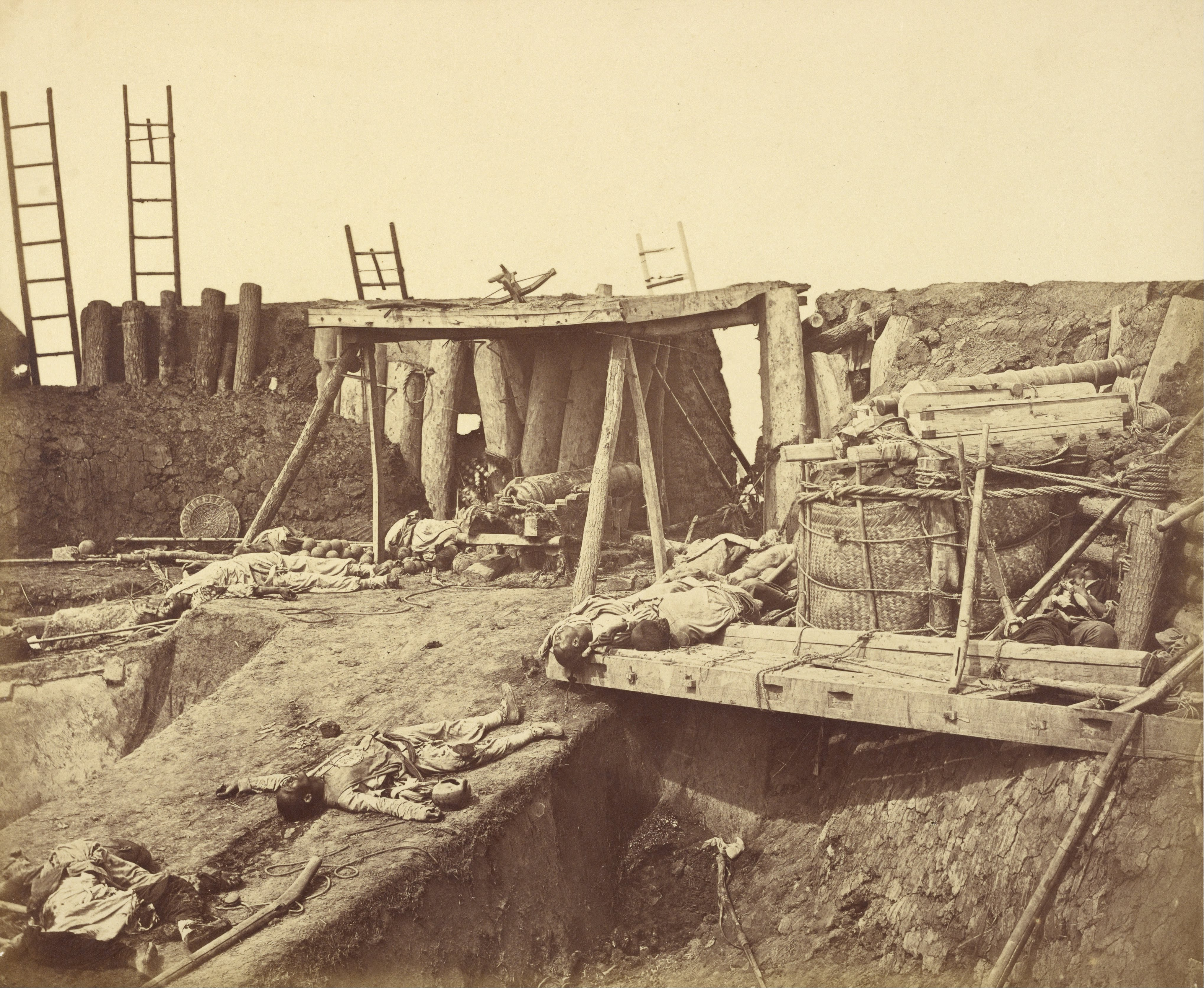
Die Festung Taku nach der Einnahme durch britische und französische Truppen

Beatos Fotografien des Zweiten Opiumkrieges gelten als die ersten, die eine Militärkampagne mithilfe einer Sequenz von datierten, thematisch zusammengehörenden Aufnahmen dokumentieren, und stellen damit den ersten Vorläufer heutiger Kriegsreportagen dar. Die Fotografien von den Taku-Forts und ihrer Einnahme durch britische und französische Truppen zeigen den gleichen Ansatz, wenn auch in kleinerem Maßstab. Sie erzählen die Schlacht dadurch nach, dass die Fotografien die Annäherung an die Festungen, die Auswirkungen der Bombardements auf die Festungsanlagen und schließlich die Zerstörungen innerhalb der Festungen zeigen. Erneut zeigen die Fotos gefallene Soldaten, in diesem Fall chinesische. Alle Fotos wurden allerdings erst nach der Schlacht aufgenommen, zuerst die Fotografien, die tote chinesische Soldaten zeigten, da die Toten anschließend beerdigt wurden. Erst dann hielt Beato die Umgebung der Festung fotografisch fest. In den Verkaufsalben, die später in London angeboten wurden, wurden die Bilder dann in einer Reihenfolge präsentiert, die dem Schlachtverlauf entsprach.
Beato fotografierte niemals gefallene britische und französische Soldaten. Die Art und Weise, wie die chinesischen Toten dargestellt und wie diese Bilder entstanden sind, zeigt jedoch auch den ideologischen Aspekt und die Parteilichkeit seines Fotojournalismus'. Dr. David Rennie, ein Mitglied der Strafexpedition, hielt in seinen Notizen fest:
„Ich sah mich in den Verteidigungsanlagen auf der Westseite um, die mit Toten übersät waren – in der Nordwestecke lagen bei einer Kanone dreizehn Tote. Signor Beato war sehr aufgeregt. Er bezeichnete die Gruppe als 'wunderschön' und bat darum, sie nicht zu verändern, er wolle erst noch einige Aufnahmen machen, was auch sogleich geschah.“ (zitiert nach Gernsheim, 1983, S. 325)
Das Ergebnis dieser fotografischen Arbeiten war eine Wiedergabe militärischen Triumphes und der Stärke des Britischen Empires, wie von den Käufern seiner Bilder gewünscht. Vor Ort erwarben britische Soldaten, Kolonialbeamte, Kaufleute der Ostindischen Kompanie und Touristen seine Bilder. In Großbritannien dienten seine Aufnahmen der Rechtfertigung der Opiumkriege und anderer Kolonialkriege und trugen nicht unwesentlich zu dem Bild bei, das sich die britische und europäische Öffentlichkeit von den Kulturen Ostasiens machte.

#### Der Sommerpalast

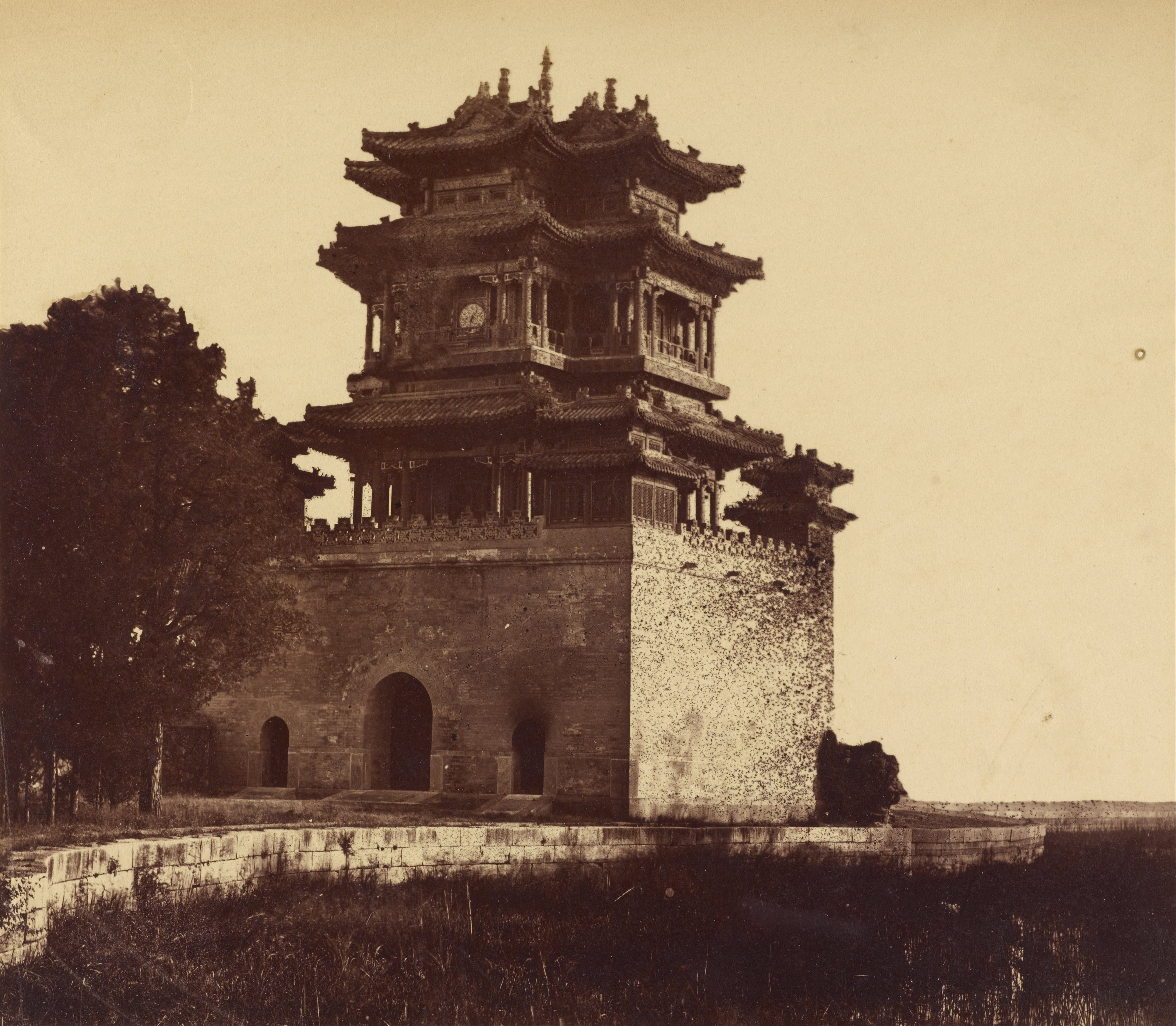
Turm des Gottes der Literatur im Oktober 1860. Der Turm wurde nach seiner Zerstörung auf Befehl der Kaiserinwitwe Cixi teilweise wieder errichtet

Während seiner Zeit in Peking fotografierte Beato zwischen dem 6. und dem 18. Oktober 1860 auch die Sommerpaläste des chinesischen Kaiserhauses. Einige dieser Aufnahmen sind einzigartige Dokumente dieser Anlage, die zu den Höhepunkten der chinesischen Gartenkunst gehörte. Am 18. und 19. Oktober wurden die Anlagen von den britischen und französischen Truppen in Brand gesetzt und weitgehend zerstört. Aus französischer und britischer Sicht waren es Vergeltungsmaßnahmen für Übergriffe auf Briten und Franzosen, aus Sicht der Chinesen sollten dagegen die umfangreichen Plünderungen der Soldaten in den Palastanlagen verschleiert werden. 
Zu den letzten Aufnahmen, die Beato in China machte, zählen auch die Porträts von Lord Elgin, der in Peking die Erweiterung des Vertrages von Tianjin, die sogenannte Pekinger Konvention, unterzeichnete. Auch Prinz Kung, der als Vertreter des Kaisers Xianfeng die Gegenunterschrift leistete, wurde von Beato abgebildet.

### Großbritannien
Im November 1861 reiste Beato nach Großbritannien. Während des Winters verkaufte er 178 seiner indischen und 123 seiner chinesischen Aufnahmen an Henry Hering, einen Londoner Fotografen, der vor allem als Porträtfotograf tätig war. Hering vervielfältigte die Bilder und verkaufte sie weiter. Während einzelne Aufnahmen für sieben Schilling angeboten wurden, kostete die komplette indische Serie 54 Britische Pfund und acht Schilling, während man die komplette chinesische Serie für 37 Britische Pfund und acht Schilling erwerben konnte. Das durchschnittliche Jahreseinkommen lag 1867 bei 32 Britischen Pfund, was den Wert erkennen lässt, den man Beatos Aufnahmen beimaß.

### Japan

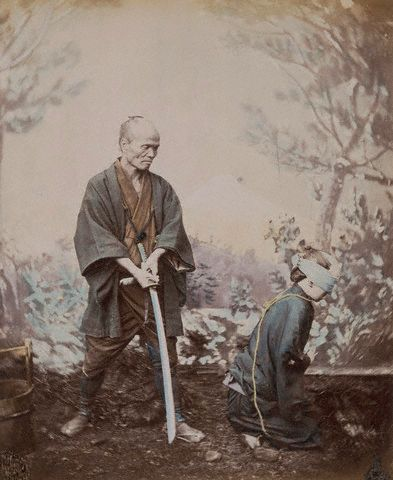
Hinrichtung in Japan, nachgestellte Studioszene

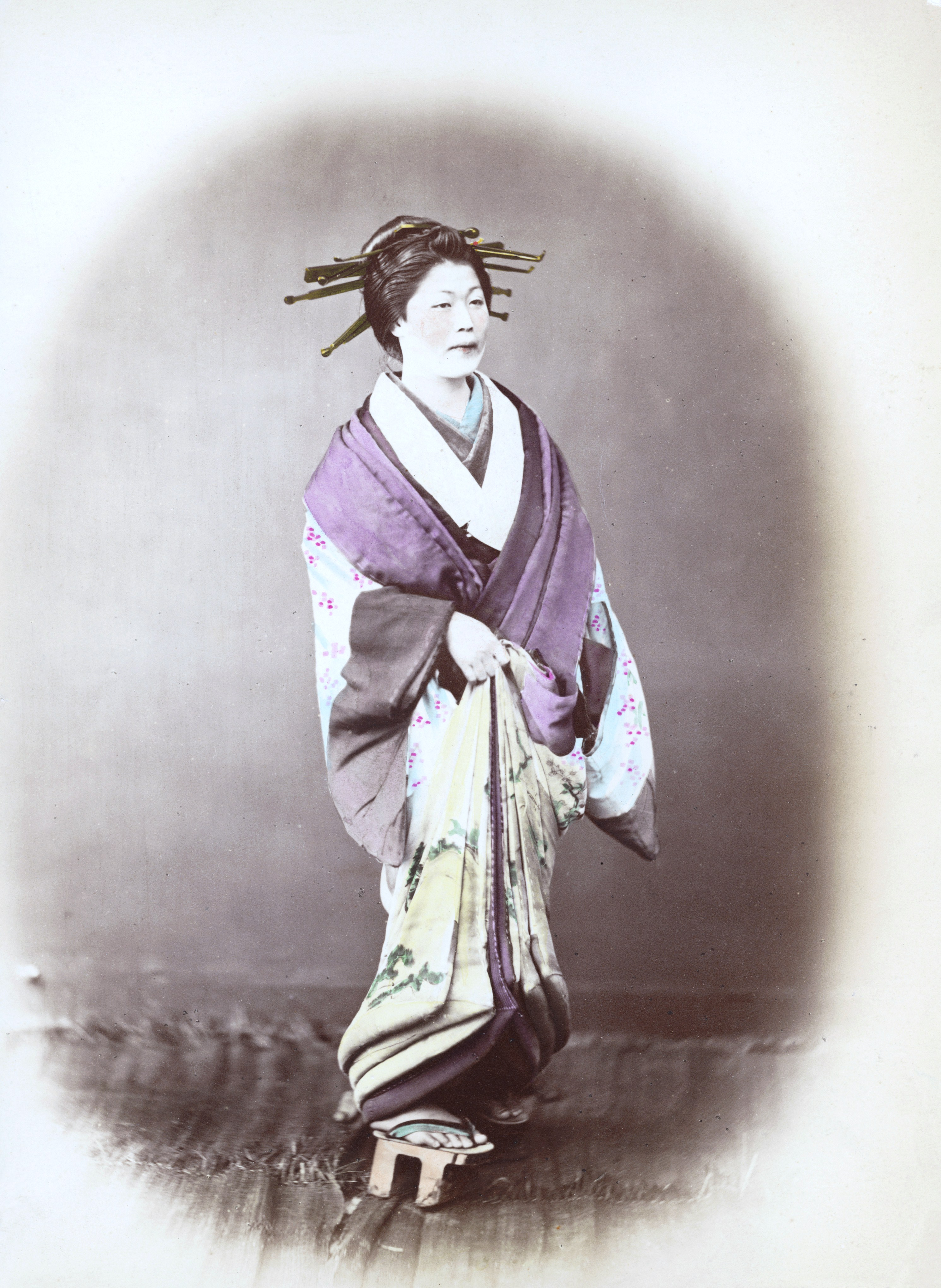
Prostituierte in den 1860er-Jahren

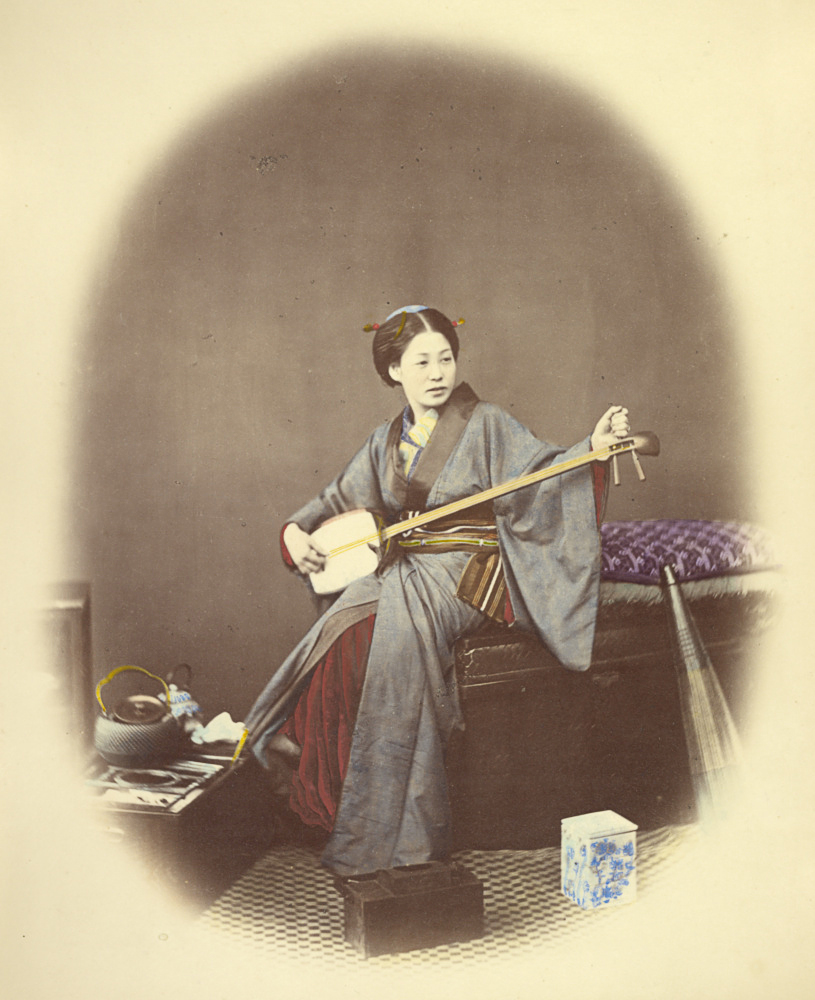
Geisha mit einer Shamisen in den 1860er-Jahren

Im Juli 1863 kam Beato per Schiff in der japanischen Stadt Yokohama an, wo Charles Wirgman seit 1861 arbeitete. Die beiden gründeten die Partnerschaft Beato & Wirgman, Artists & Photographers, die erstmals in einem Einwohnerverzeichnis von 1864 erwähnt wurde und für die bis 1867 als Unternehmenssitz das Haus Nr. 24 im Ausländerviertel von Yokohama angegeben war. Wie zuvor bereits in China fertigte Wirgman erneut Illustrationen nach Fotografien von Beato, während Beato gelegentlich Wirgmans Zeichnungen und andere Arbeiten abfotografierte.
Während seiner Zeit in Japan schuf Beato ein umfangreiches Gesamtwerk. Zu seinen Arbeiten gehören Porträts, Genreszenen, Landschaften und Stadtbilder. Eine Serie von Landschaftsaufnahmen, die das Leben und die Umgebung entlang der Tōkai-Handelsstraße festhielt, erinnert stark an die Arbeiten der beiden japanischen Holzschnitt-Meister Utagawa Hiroshige und Katsushika Hokusai. Die Aufnahmen entstanden unter schwierigen Rahmenbedingungen, denn der Besuch Japans und die Reisemöglichkeiten waren für Europäer zu jener Zeit durch das Bakufu stark eingeschränkt. Beatos Fotografien sind daher nicht nur wegen ihrer Qualität bemerkenswert, sondern auch, weil sie für Nichtjapaner bis dahin unbekannte Landesteile zeigten und zu den wenigen fotografischen Bilddokumenten aus dem Japan der Edo-Zeit gehören.
Im September 1864 war Beato der offizielle Fotograf einer britischen Militärexpedition nach Shimonoseki. Im darauffolgenden Jahr produzierte er eine Reihe datierter Ansichten von Nagasaki und dessen Umgebung.
Im Oktober 1866 zerstörte ein Feuer den größten Teil von Yokohama, auch Beato und Wirgman verloren ihr Atelier mit den dort aufbewahrten Negativen. Während der nächsten zwei Jahre arbeitete Beato sehr zielstrebig daran, seinen verloren gegangenen Bildbestand wieder zu ergänzen. Das Resultat waren zwei fotografische Alben: Views of Japan enthielt 98 Landschafts- und Stadtaufnahmen, und Native Types enthielt 100 Porträts und Genreszenen im Format von 23 × 29,5 Zentimetern. Viele dieser Fotografien waren von Hand koloriert. Beato machte sich dabei die handwerkliche Tradition der japanischen Aquarellmalerei und des japanischen Farbholzschnittes zunutze. 
Von 1866 an wurde Beato häufig in dem von Charles Wirgman seit 1862 herausgegebenen japanischen Punch-Magazin als „Graf Kollodium“ karikiert, was sowohl auf seinen großen Bekanntheitsgrad unter den in Japan lebenden westlichen Personen als auch auf mögliche Spannungen zwischen den beiden Partnern hinweist. Die Zusammenarbeit mit Wirgman endete 1867.
Von 1870 bis 1877 war Beato mit dem eigenen Fotostudio F. Beato & Co., Photographers im Haus Nr. 17 des Ausländerviertels von Yokohama gemeldet. Laut einem Verzeichnis von 1872 bestand zu jener Zeit sein Personal aus seinem Assistenten und späteren Geschäftsführer H. Woollett sowie aus je vier japanischen Fotografen und Koloristen. Kusakabe Kimbei, den man heute zu den wichtigen frühen japanischen Fotografen zählt, war wahrscheinlich zuerst als Künstler bei Beato beschäftigt, bevor er zu fotografieren begann. Beato arbeitete außerdem mit dem japanischen Fotografen Ueno Hikoma zusammen und unterrichtete wahrscheinlich auch den österreichischen Baron Raimund von Stillfried in der Fotografie.
Im Juni 1871 begleitete Beato mit seinen Assistenten Woollett, Tomekichi und Torakichi als offizieller Fotograf eine US-amerikanische Marine-Expedition unter Admiral Rodgers nach Korea. Die Aufnahmen, die Beato während dieser Zeit machte, sind die frühesten belegten Fotografien dieses Landes und seiner Einwohner.
Beato beschränkte seine Geschäftstätigkeiten nicht nur auf die Fotografie. Er besaß neben mehreren Fotostudios auch Land, war als Makler tätig sowie Teilhaber am Grand Hotel in Yokohama und handelte mit importierten Teppichen und Handtaschen. Im Laufe seines Aufenthaltes in Japan soll er durch Spekulationen und ungünstige Geschäfte mehrfach große Geldsummen eingebüßt haben. Am 6. August 1873 wurde er zum griechischen Generalkonsul in Japan ernannt (was ein Hinweis darauf sein könnte, dass er tatsächlich auf Korfu zur Welt gekommen war). 
Am 23. Januar 1877 verkaufte Beato den überwiegenden Teil seines fotografischen Bestandes an das Unternehmen Stillfried & Andersen, das auch sein Studio in Yokohama übernahm. 1885 verkaufte dieses Unternehmen den Bestand an Adolfo Farsari weiter.
Beato konzentrierte sich in den folgenden Jahren überwiegend auf seine berufliche Tätigkeit als Händler und war außerdem als Spekulant aktiv. Am 19. November 1884 verließ er Japan in Richtung Port Said, Ägypten. Laut dem Bericht einer japanischen Zeitung vom 5. Dezember 1884 hatte er sein gesamtes, am Silbermarkt von Yokohama erworbenes Vermögen durch Spekulationen am Reismarkt von Tokio wieder verloren, so dass die Reisekosten von einem Bekannten übernommen werden mussten.

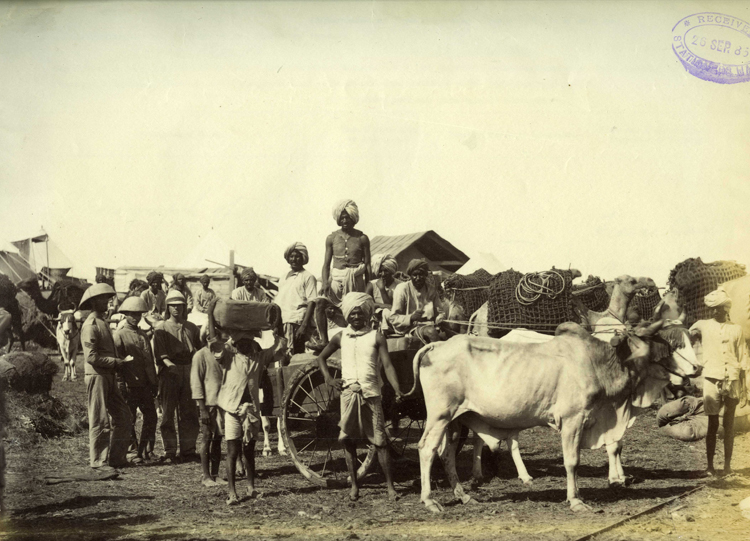
Das britische Comissariat Corps auf der Sudan Expedition, 1884/85

### Die späten Jahre

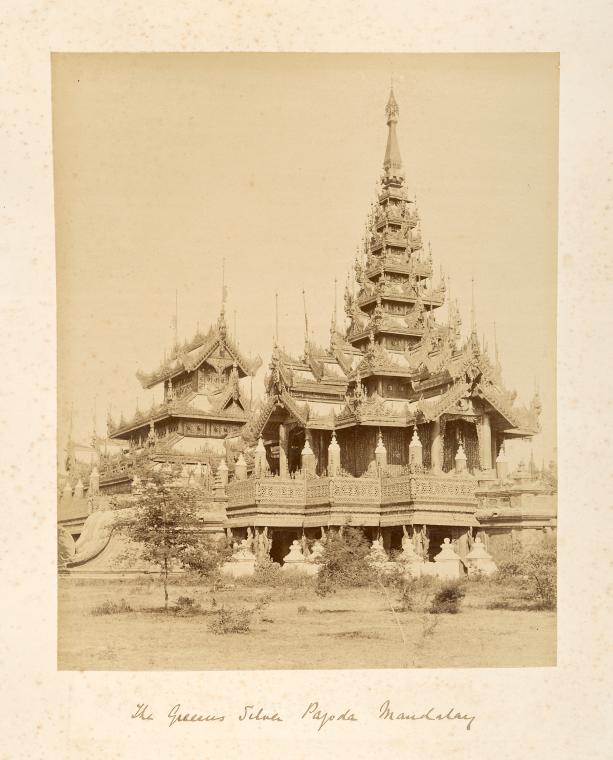
Silberpagode im ehemaligen Königspalast in Mandalay, 1889

Von 1884 bis 1885 war Beato der offizielle Fotograf einer Militärexpedition unter Leitung von G. J. Wolseley nach Khartum, Sudan. Ziel der erfolglosen Expedition war, die Belagerung von Khartum, welches unter dem Kommando von Generals Charles George Gordon stand, durch den Mahdi-Aufstand zu beenden.
Danach hielt sich Beato kurz in England auf. Am 18. Februar 1886 hielt er bei der London and Provincial Photographic Society einen Vortrag über Fragen der Fotografie, der am 26. Februar 1886 im British Journal of Photography veröffentlicht wurde.
1888 war Beato wieder in Asien tätig und bereiste Birma. In Mandalay eröffnete er im Jahr 1889 ein Fotostudio und 1895 ein Geschäft für Möbel und Kunsthandwerk, das rasch zu einer Attraktion für ausländische Besucher wurde. Weltweit erhielten Kunden auf Wunsch per Post einen Bestellkatalog, wobei jeder Artikel mit einer Fotografie, einer ausführlichen Beschreibung und einer Preisangabe versehen war. Der Katalog konnte ausgefüllt und wieder eingesandt werden, eine für die damalige Zeit ungewöhnlich moderne Geschäftsmethode. Zwei dieser Kataloge werden noch heute im Victoria and Albert Museum in London aufbewahrt. Bereits 1898 verkaufte Beato sein Unternehmen an den früheren Militäroffizier Maitland Fitzroy Kindersley, der es bis zur Auflösung im Januar 1907 unter dem alten Namen „F. Beato & Co.“ weiterführte.
Über die letzten Lebensjahre von Felice Beato ist kaum etwas bekannt, möglicherweise beendete er nach 1899 seine fotografische Tätigkeit. Die Rangoon Gazette berichtete am 30. Januar 1899, dass sich Beato in Rangun aufhielt. Ein am 15. November 1902 in der Times of Burma veröffentlichter Leserbrief erwähnte dann, dass Beato das Land verlassen habe. Beato ließ sich danach in Italien nieder, wo er nach einer Vereinbarung mit dem britischen Konsul regelmäßige Zahlungen erhielt. Am 29. Januar 1909 starb er in Florenz.

## Probleme bei der Zuordnung der Werke
Aufgrund einer Reihe von Fotografien, die die Signatur Felice Antonio Beato und Felice A. Beato tragen, wurde lange Zeit vermutet, dass es Beato durch intensive Reisetätigkeit gelungen sei, Ereignisse festzuhalten, die sich ungefähr zur selben Zeit an so weit auseinander liegenden Orten wie Ägypten und Japan abspielten. Italo Zannier konnte jedoch 1983 nachweisen, dass Felice Beato gelegentlich mit seinem Bruder Antonio (* um 1825, † 1903), der ab 1862 in Kairo und ab 1872 in Luxor Fotostudios betrieb, zusammenarbeitete und beide Brüder ihre Negative auf dieselbe Weise kennzeichneten. Dies verhindert eine klare Zuordnung mancher Bilder zu einem der beiden Brüder. 
Bei der Zuordnung der Fotografien gibt es aber noch eine Reihe weiterer Schwierigkeiten. Als das Unternehmen Stillfried & Andersen Beatos Aufnahmen übernahm, folgte es der allgemein üblichen Praxis unter Fotohändlern des 19. Jahrhunderts und verkaufte die Fotografien unter eigenem Namen weiter. Es selbst und einige der Käufer veränderten Beatos Aufnahmen, indem sie Nummern, Firmenname und andere Beschriftungen auf dem Negativ oder dem Abzug anbrachten. Von den Aufnahmen, die Beato nicht durch seine Mitarbeiter kolorieren ließ, schufen sie selbst handkolorierte Versionen. Dies hat dazu geführt, dass bis heute Aufnahmen von Felice Beato dem Unternehmen Stillfried & Andersen zugeschrieben werden.
Glücklicherweise hat Beato viele seiner Abzüge mit Bleistift oder Tinte auf der Rückseite signiert und beschriftet. Sind diese Abzüge aufgezogen, sind die Beschriftungen gelegentlich durch das dünne Papier hindurch mit Hilfe eines Spiegels zu lesen. Damit kann häufig nicht nur festgestellt werden, was die Aufnahme zeigt und wann sie gemacht wurde, sondern Fotohistoriker können auch Felice Beato als Urheber eindeutig identifizieren.

## Beatos Techniken und Einfluss auf die Fotografie

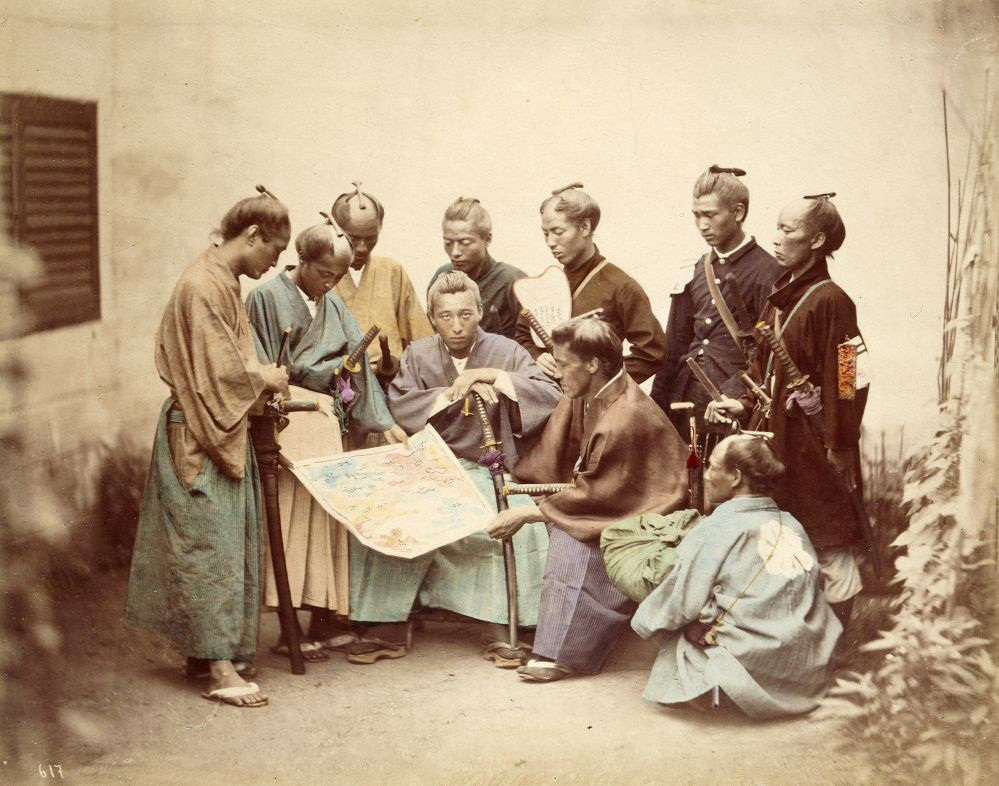
Samurai

Von Mitte bis Ende des 19. Jahrhunderts waren die technischen Möglichkeiten der Fotografie noch eng begrenzt. In den 1850er-Jahren verwendete Beato vor allem Albuminplatten (mit lichtempfindlichen Silbersalzen beschichtete Glasplatten), mit denen sich Negative herstellen ließen, die in Brillanz und Feinheit der Zeichnung den Daguerreotypien nahe kamen. Solche Albuminplatten ließen sich lange vor der eigentlichen Verwendung präparieren: Beispielsweise fotografierte Beato 1857 die Folgen des indischen Sepoy-Aufstandes mit Platten, die er einige Monate zuvor in Athen beschichtet hatte. Albuminplatten hatten allerdings nur eine geringe Lichtempfindlichkeit. Bei Verwendung eines Objektives von großer Brennweite und einer Lichtstärke von f/52 benötigte Beato anfangs selbst für gut beleuchtete Gegenstände eine Belichtungszeit von bis zu drei Stunden. Es gelang ihm allerdings laut eigenen Angaben, diese Zeit auf vier Sekunden zu verkürzen, indem er die Platte mehrere Stunden in einer gesättigten Gallussäure-Lösung entwickelte. Diese Technik veröffentlichte er jedoch erst 1886, als die Fotografie mit Albuminplatten bereits überholt war, und sie wurde von Fachleuten heftig angezweifelt. Trotz wiederholter Anfragen blieb Beato den Nachweis für diese Aufnahme- und Entwicklungstechnik schuldig.
Felice Beatos Leistung besteht darin, im Rahmen der damaligen Möglichkeiten hervorragende Fotografien produziert zu haben. Neben rein ästhetischen Überlegungen waren es auch die damals langen Belichtungszeiten, die dazu geführt haben, dass Beato die Objekte seine Fotografien sorgfältig platzierte, besonders im Studio und bei sorgfältig komponierten Porträtfotografien. Die durchdachte Platzierung von Einheimischen als ästhetisch-dekorative Staffage vor Bauwerken und Landschaften, um deren Wirkung entsprechend zu unterstreichen, ist für seine Bilder kennzeichnend. In den Aufnahmen, in denen dies keine Rolle für ihn spielte, sind sowohl Menschen als auch andere sich bewegende Objekte wegen der langen Belichtungszeiten häufig nur als verwischte Flecken zu sehen. Diese verschwommenen Flecken sind allerdings auch ein häufiges, technisch bedingtes Merkmal von Fotografien des 19. Jahrhunderts. 
Beato produzierte später vor allem Abzüge von Kollodium-Nassplatten auf Albuminpapier. Wie andere Fotografen des 19. Jahrhunderts fotografierte er häufig seine eigenen Originale ab. Das Original wurde dazu mit Nadeln auf einer festen Oberfläche befestigt und dann fotografiert, um auf diese Weise von einem zweiten Negativ weitere Abzüge herstellen zu können. Die Nadeln, mit denen das Original befestigt war, sind gelegentlich auf den Kopien zu erkennen. Trotz des Qualitätsverlustes war das zur damaligen Zeit ein effektiver und ökonomischer Weg, Fotografien zu vervielfältigen. Beato zählt außerdem zu den Pionieren handkolorierter Fotografien und der Panoramafotografie. Die Idee, Fotos zu kolorieren, ist vermutlich auf einen Vorschlag seines zeitweiligen Partners Charles Wirgman zurückzuführen. Es ist aber auch möglich, dass er kolorierte Fotos von Charles Parker und William Parke Andrew gesehen hatte. Bei Landschaften ist die Kolorierung zurückhaltend und naturalistisch. Die Porträtaufnahmen sind häufig kräftiger koloriert, gelten aber gleichfalls als exzellente Arbeiten. 
Während seiner gesamten fotografischen Karriere hat Beato immer wieder spektakuläre Landschaftsfotografien in Form von Panoramafotografien geschaffen. Dazu machte er mehrere zusammenhängende Aufnahmen einer Szenerie und verband die Abzüge so miteinander, dass es keine Überlappungen gab. Auf diese Weise gelang es ihm, ein Gefühl für die Weite einer Landschaft zu vermitteln. Als besonders gelungen gilt sein Panorama von Pehtang, das aus neun Einzelaufnahmen besteht, die nahtlos ineinander übergehen und insgesamt eine Länge von 2,5 Meter haben. 
Für die japanische Geschichte der Fotografie ist Felice Beato besonders bedeutsam. Er führte als erster die Standards der europäischen Studiofotografie in Japan ein und beeinflusste dadurch zahlreiche japanische Kollegen maßgeblich.